# Máquina industrial

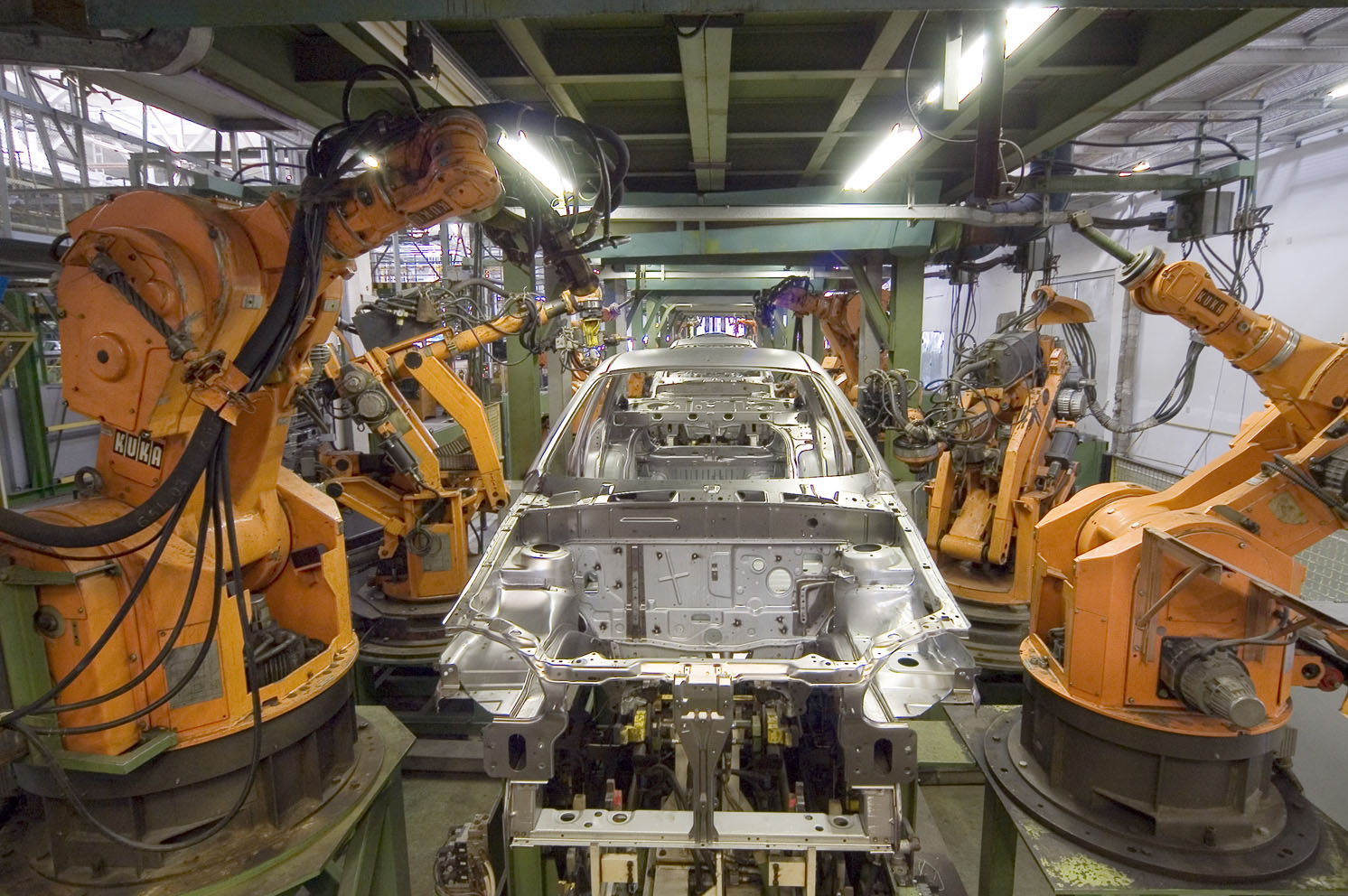
Robots o máquinas utilizadas en la automatización industrial.

Las máquinas industriales son artefactos que se utilizan en el subsector de la industria. La mayoría de los fabricantes de maquinaria se llaman fábricas de máquinas.
La industria de la maquinaria llegó a existir durante la revolución industrial. A principios del siglo XX varios fabricantes de automóviles y motocicletas comenzaron sus propias fábricas de máquinas.
El término «industria de la maquinaria» se extendió hasta el siglo XIX. Esta rama de la industria fue reconocida como tal, y se investigó que se encontraba una estadística de producción que data desde 1907, creada por el Ministerio de Comercio e Industria Británica. En esta estadística de la industria de la ingeniería sobresalen, por ejemplo, la maquinaria agrícola, maquinaria para la industria textil, piezas para el tren y el tranvía, entre otros. también se pueden usar en estaciones muy complicadas. 

## Maquinaria industrial
La industria maquinaria abarca una gran variedad de máquinas que se utilizan en varios sectores, entre ellos, el agrícola, la industria alimentaria, industria automotriz, extracción selectiva de materiales (minería), entre muchos otros.

### Alemania
En Alemania trabajaban en 2011 unas 900.000 personas en la industria de la maquinaria y unas 300.000 en el extranjero. La facturación combinada del sector fue de 238 mil millones de euros, de los cuales el 60% provino de la exportación. Había alrededor de 6.600 empresas activas y el 95% de esas empresas empleaban a menos de 500 personas. Cada empleado generó una media de 148.000 euros. Algunas de las empresas más grandes de Alemania son DMG, Mori Seiki AG, GEA Group, Siemens AG y ThyssenKrupp.

### Francia
En 2009, la industria francesa de maquinaria empleaba a unas 650.000 personas y el sector generó una facturación de 44.000 millones de euros. A causa de la crisis, el volumen de negocios del sector cayó un 15 por ciento. Debido al mayor gasto de los consumidores y a la continua demanda del sector energético y del sector del transporte, los daños de la crisis aún fueron limitados. Alternativamente, algunas empresas decidieron centrar su solicitud en equipos industriales usados. Esto garantiza precios atractivos y mejores plazos de entrega.

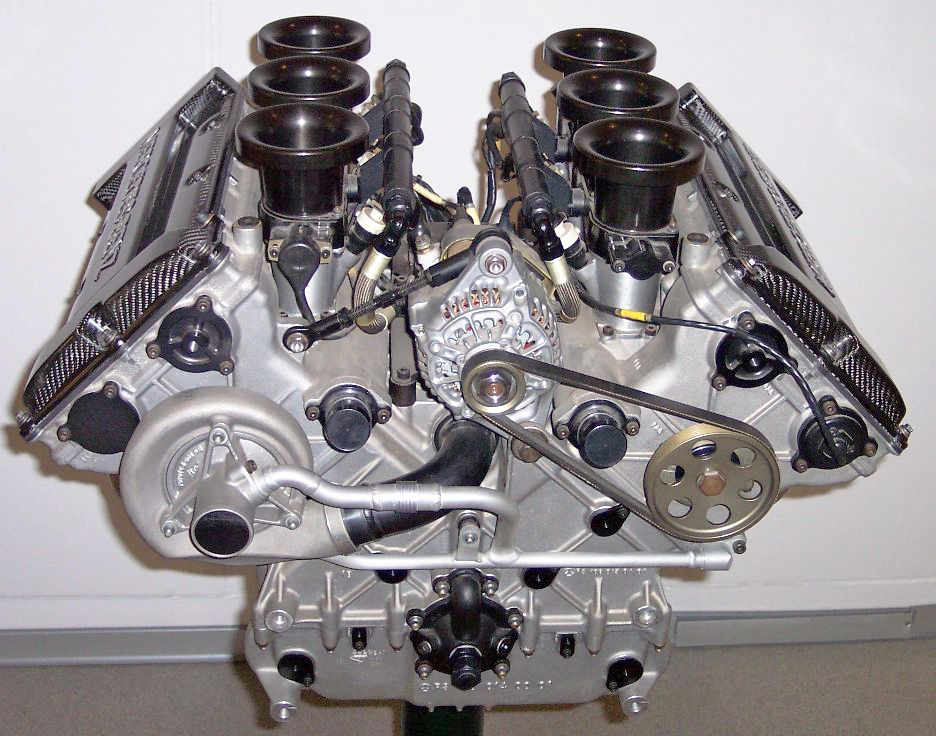
Motor
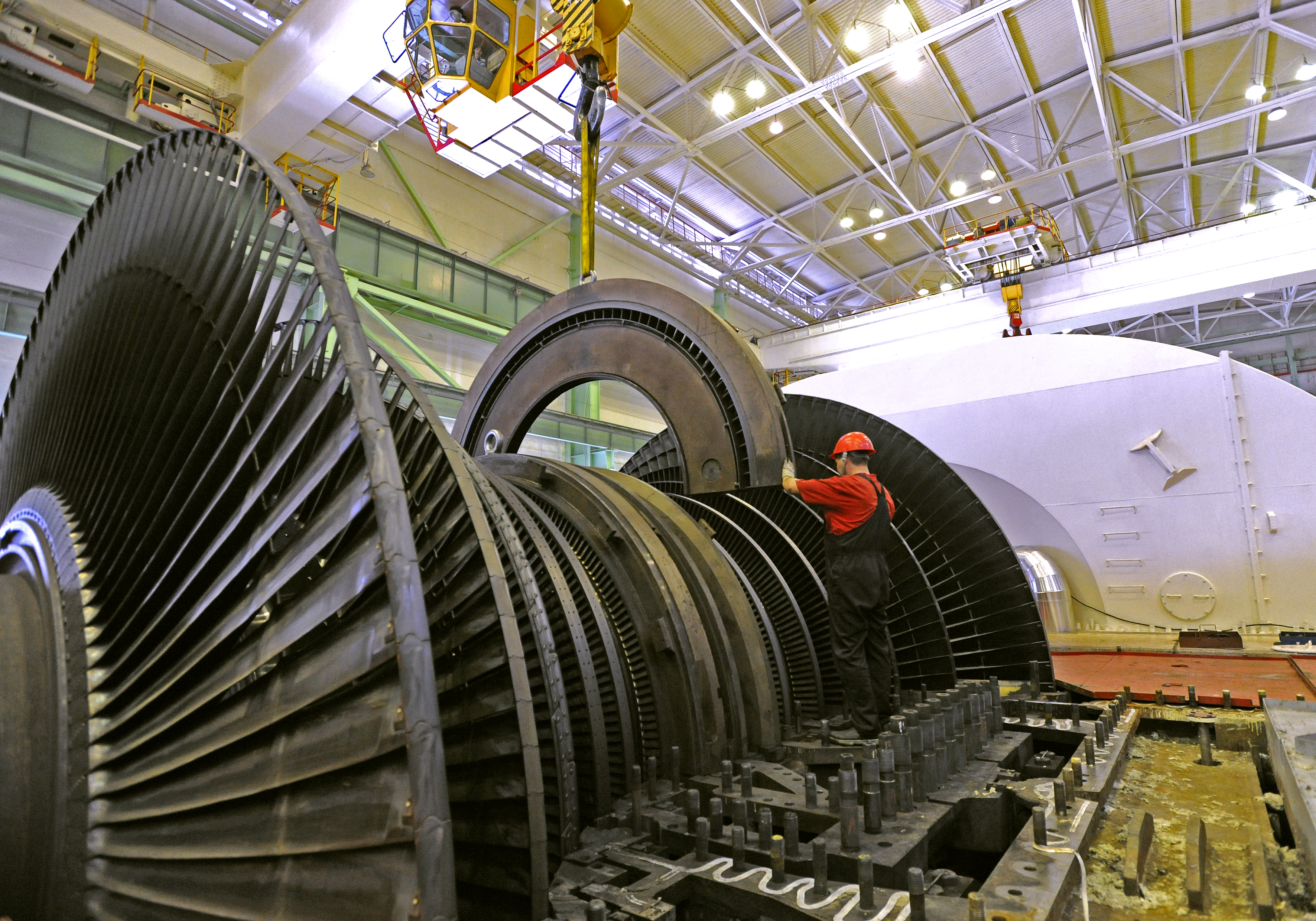
Turbina de vapor
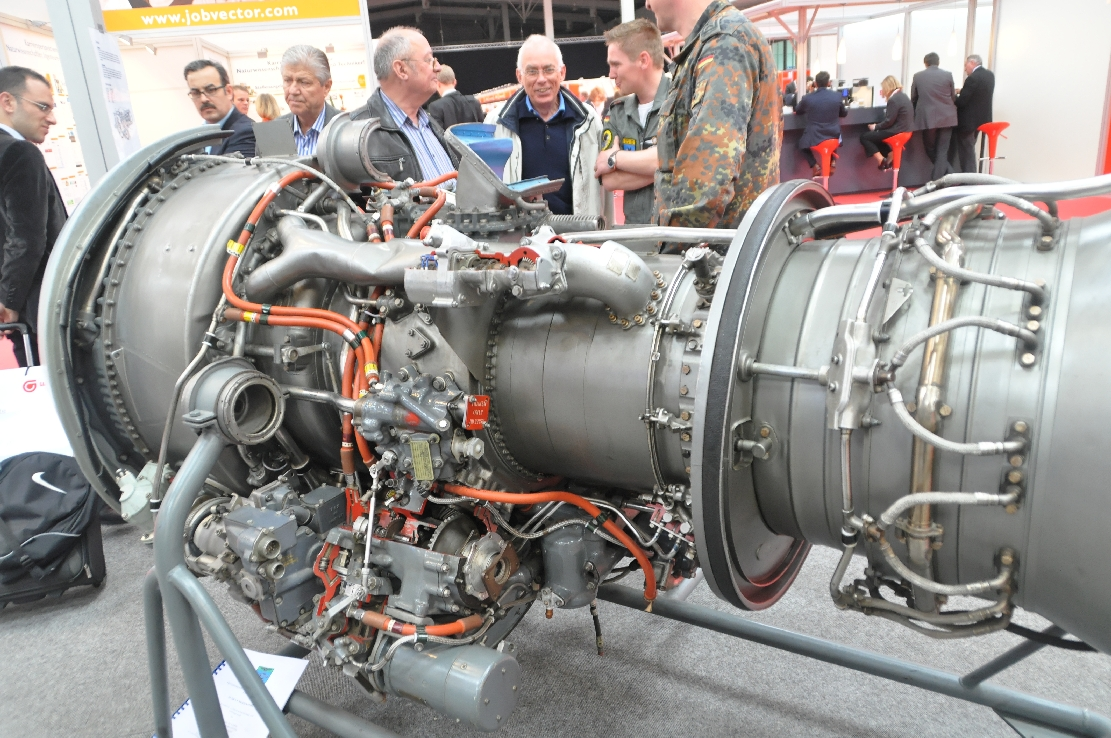
Turbina de gas
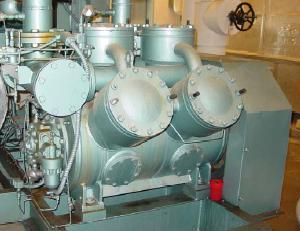
Compresor
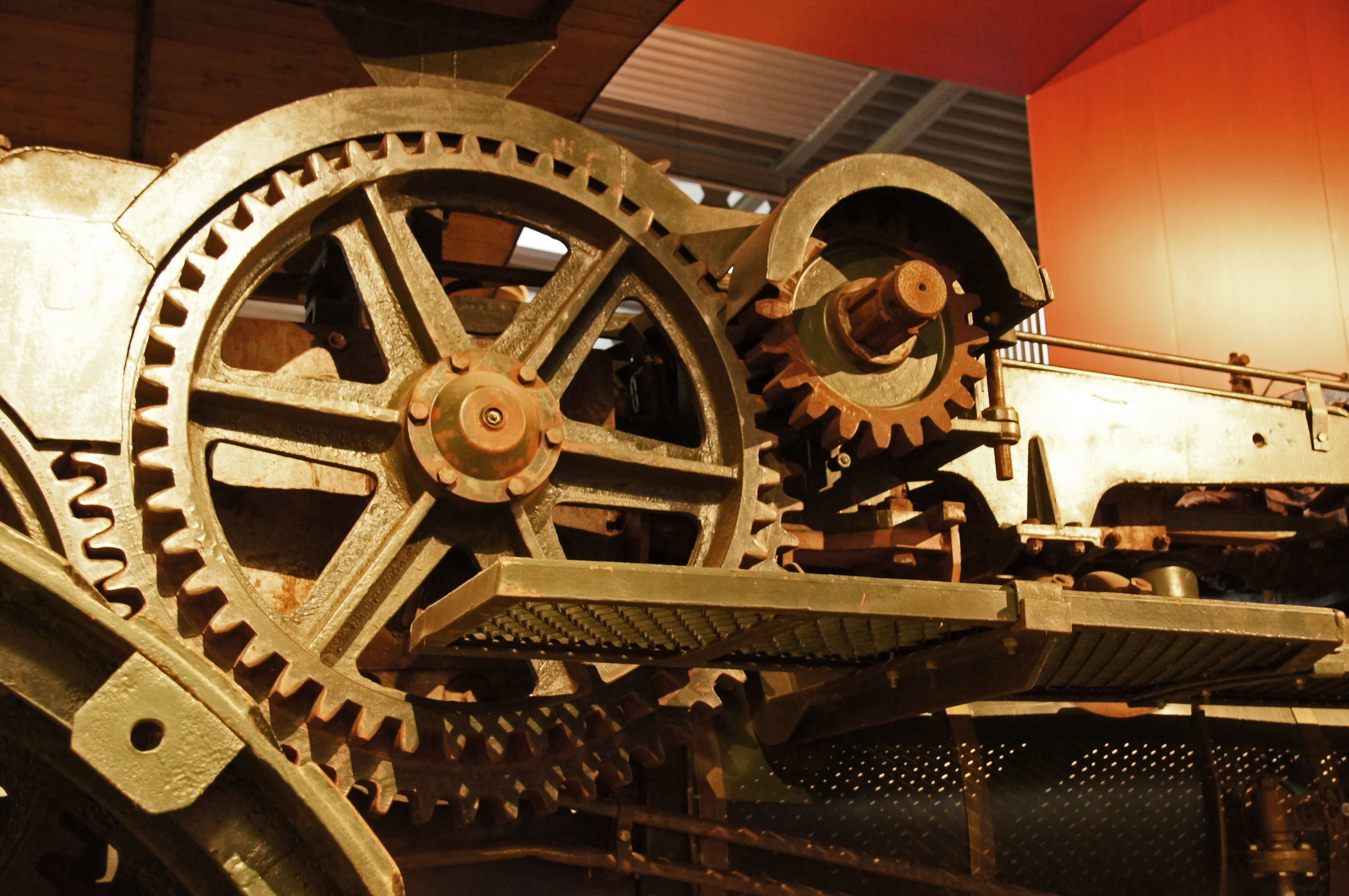
Engranaje
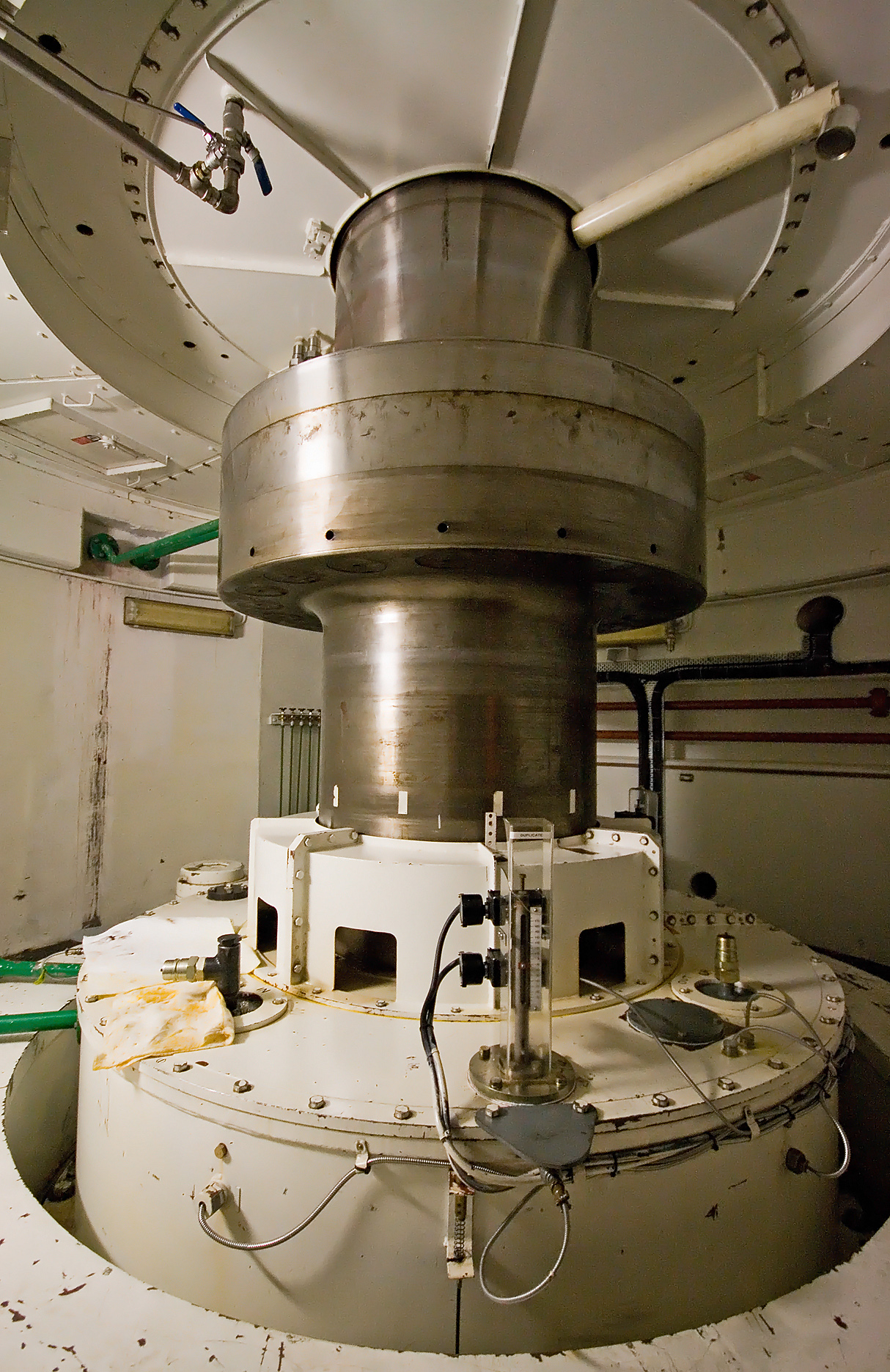
Cojinete de una turbina de gas
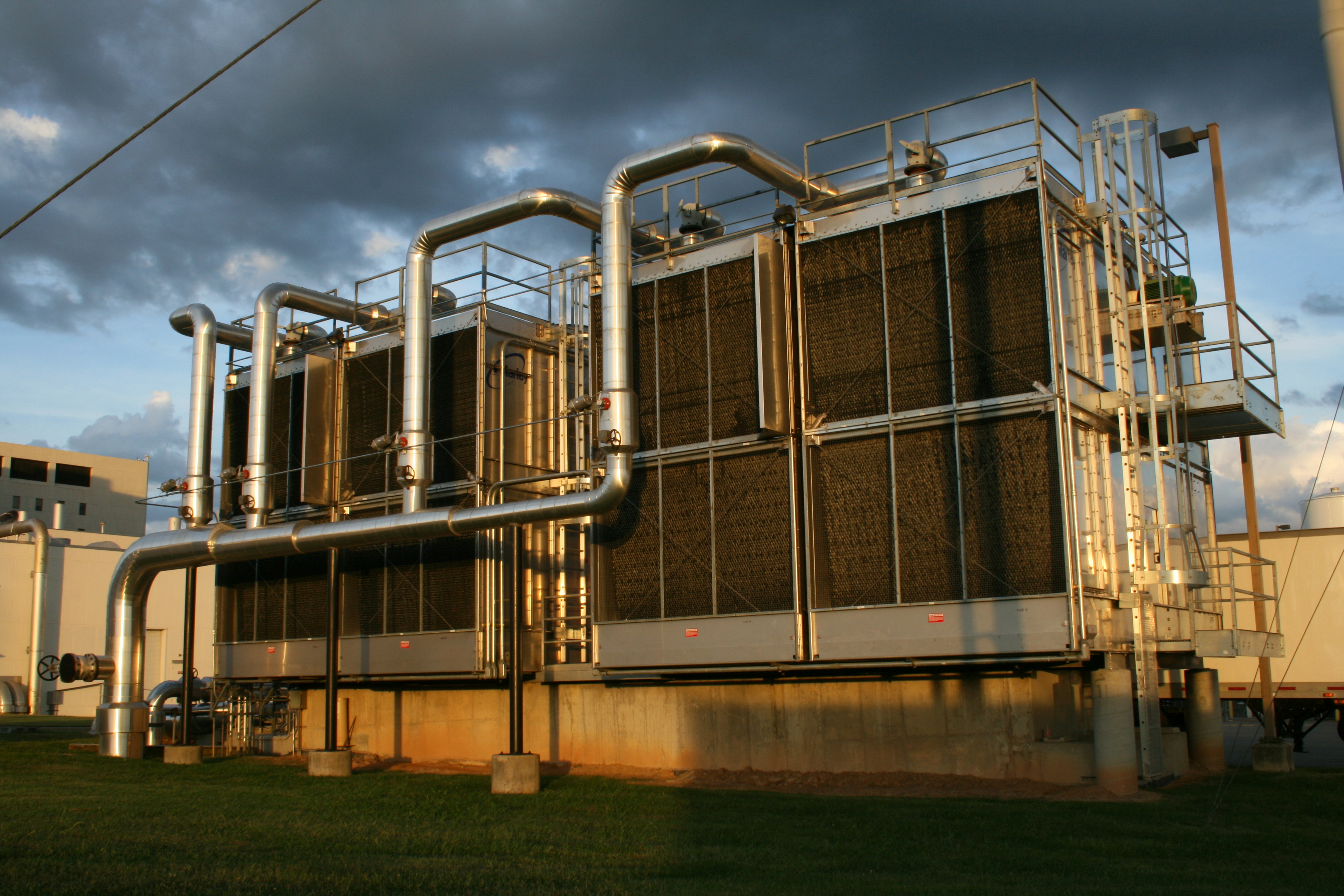
Control climático
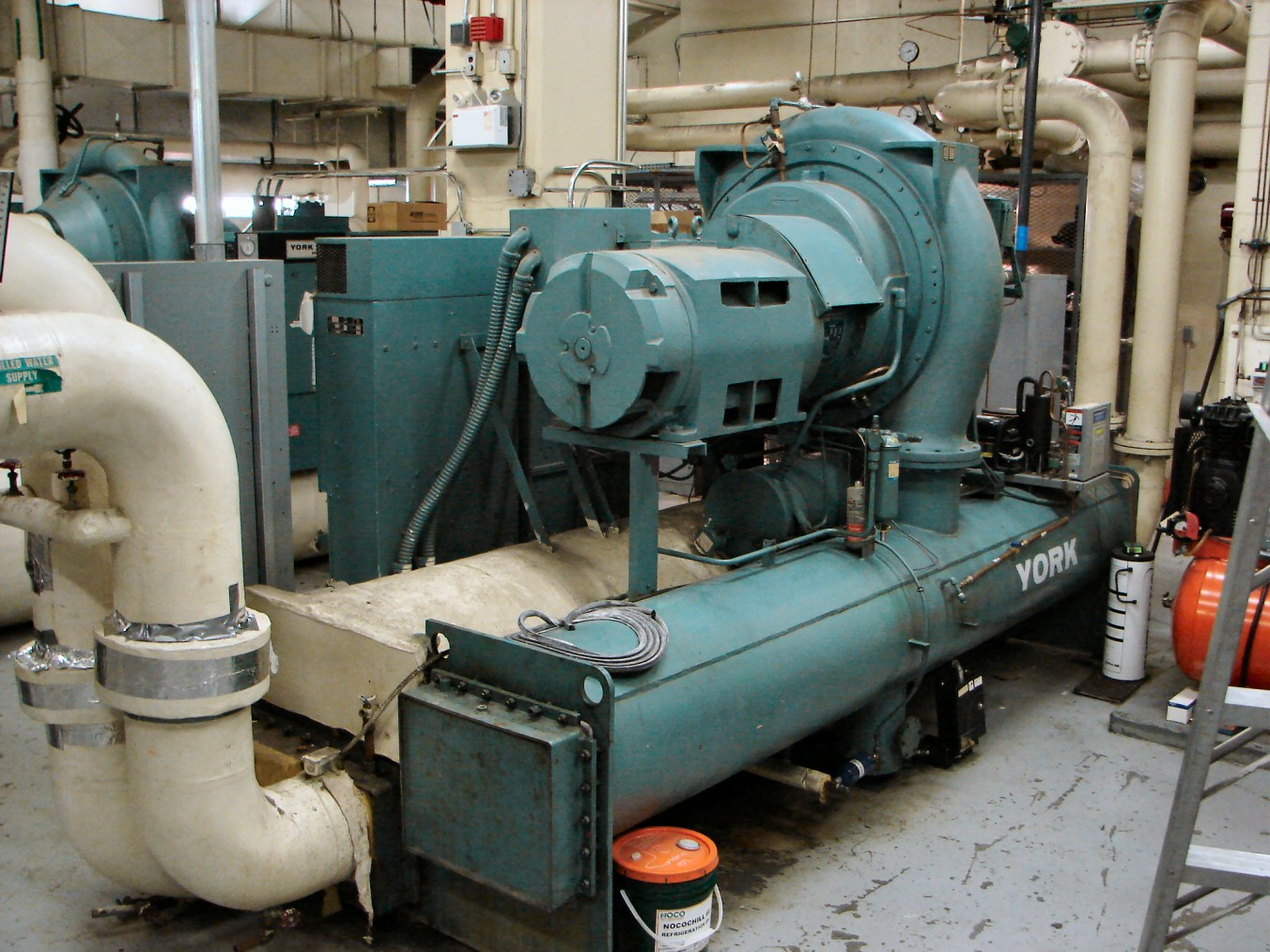
Sistema frigorífico
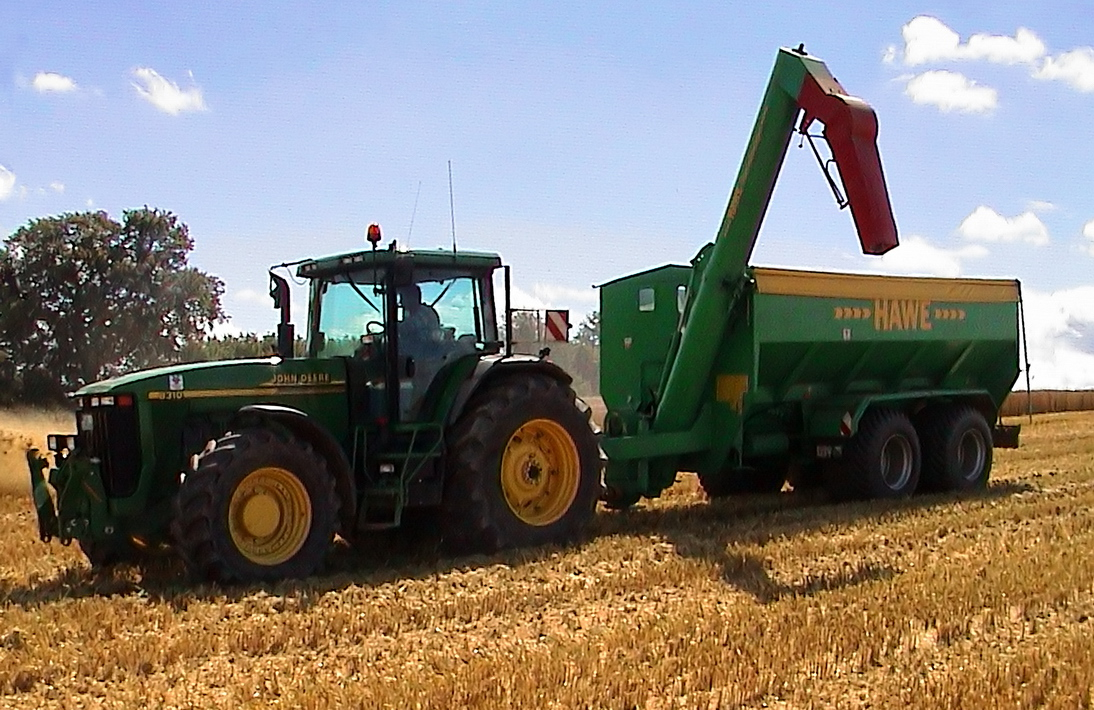
Tractor
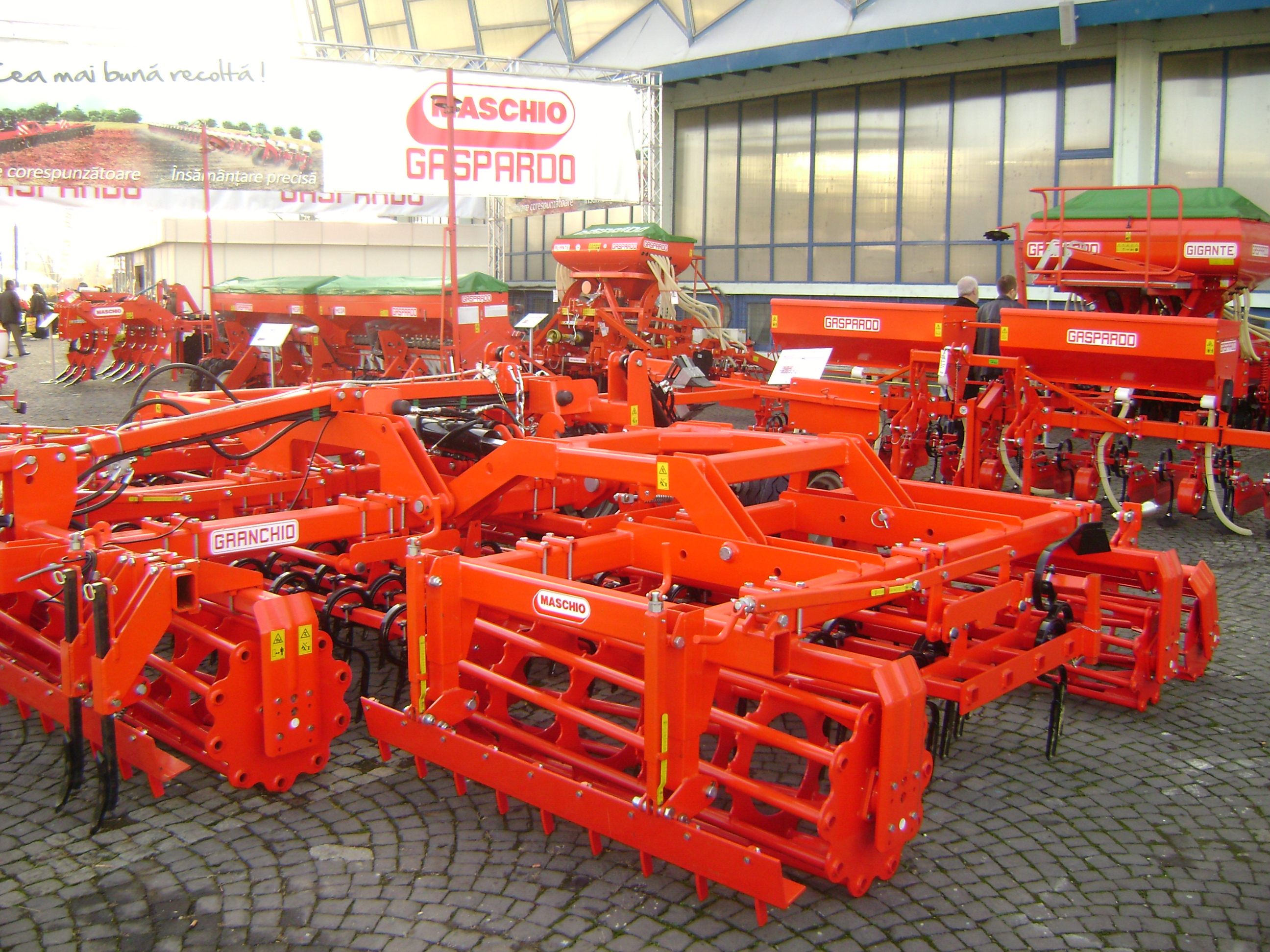
Maquinaria agrícola
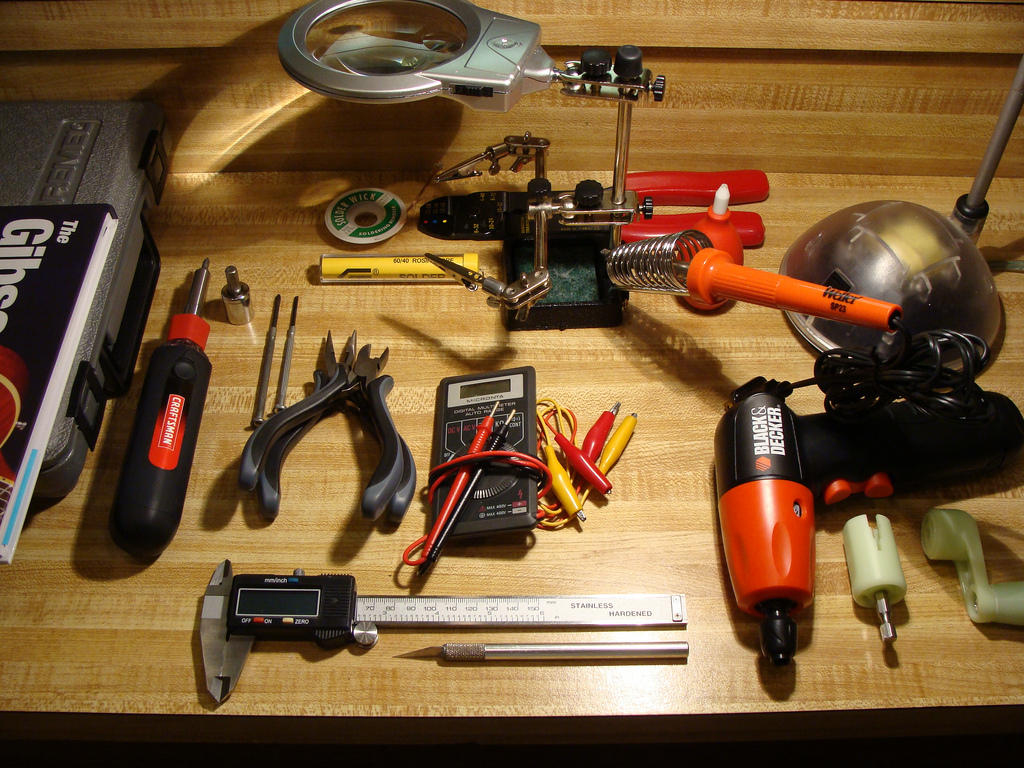
Herramientas
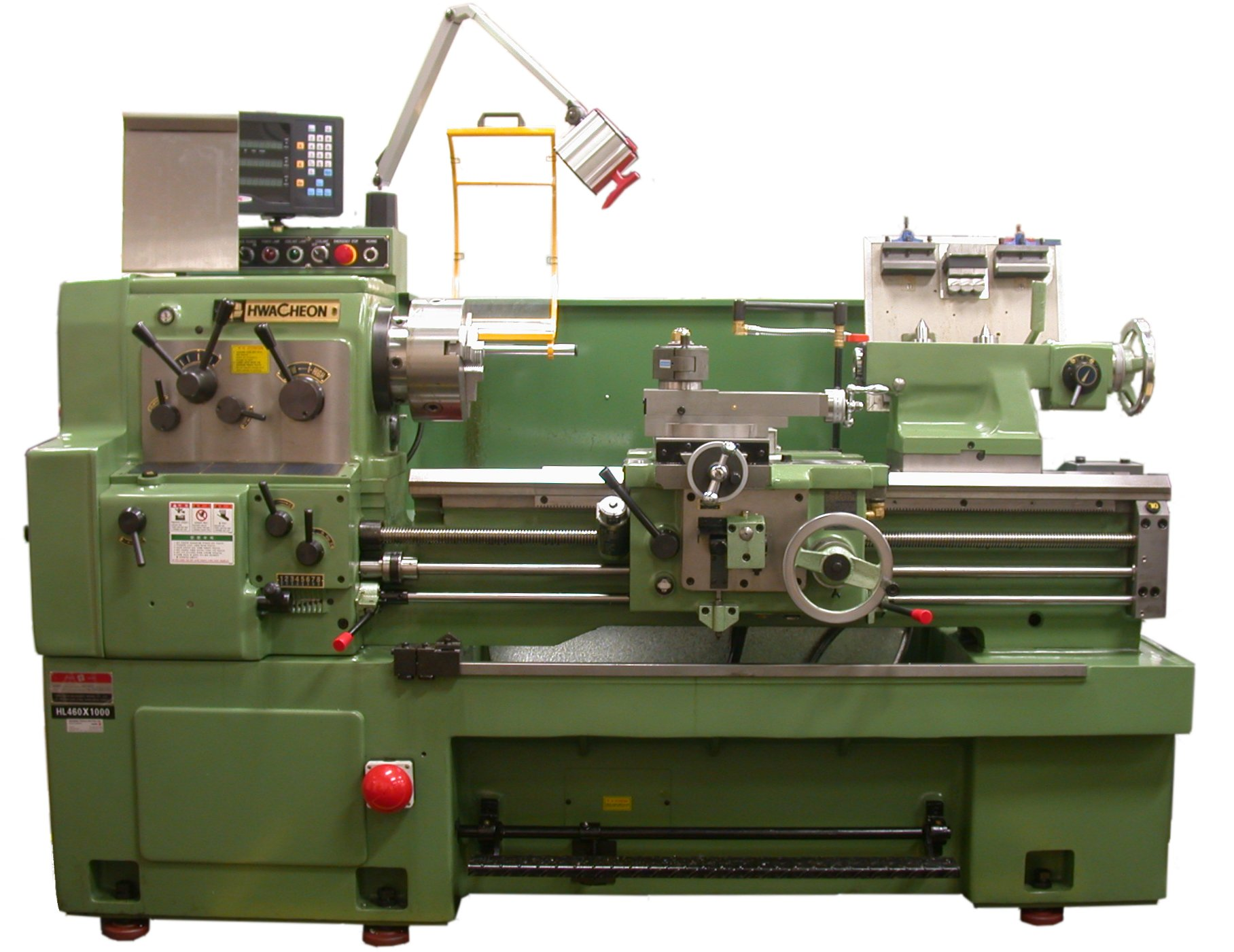
Máquina herramienta (torno)
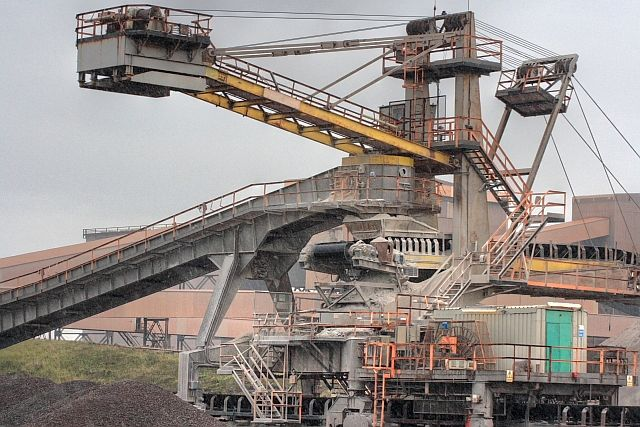
Máquinas para la extracción de minerales
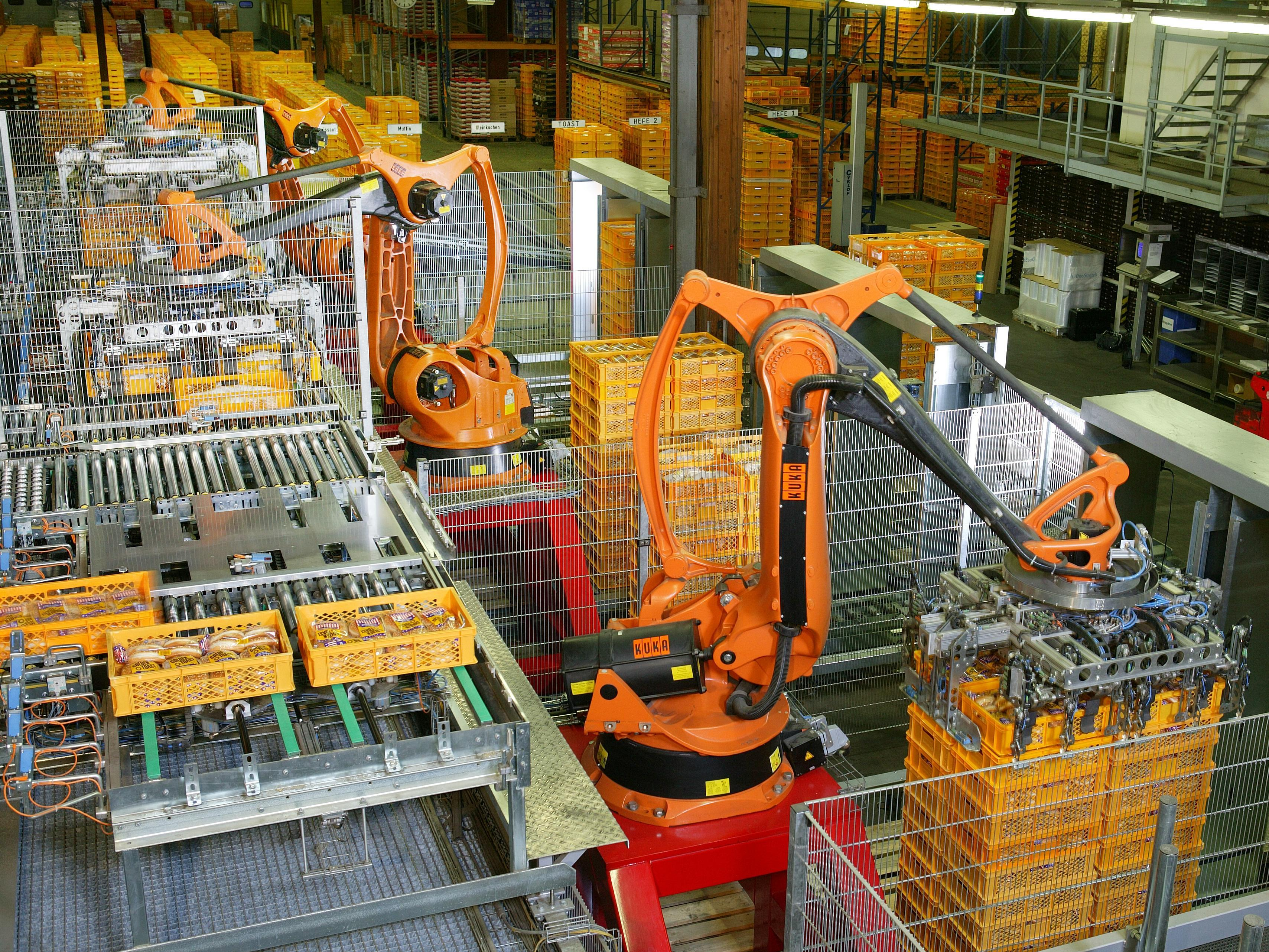
Máquinas para la industria alimentaria
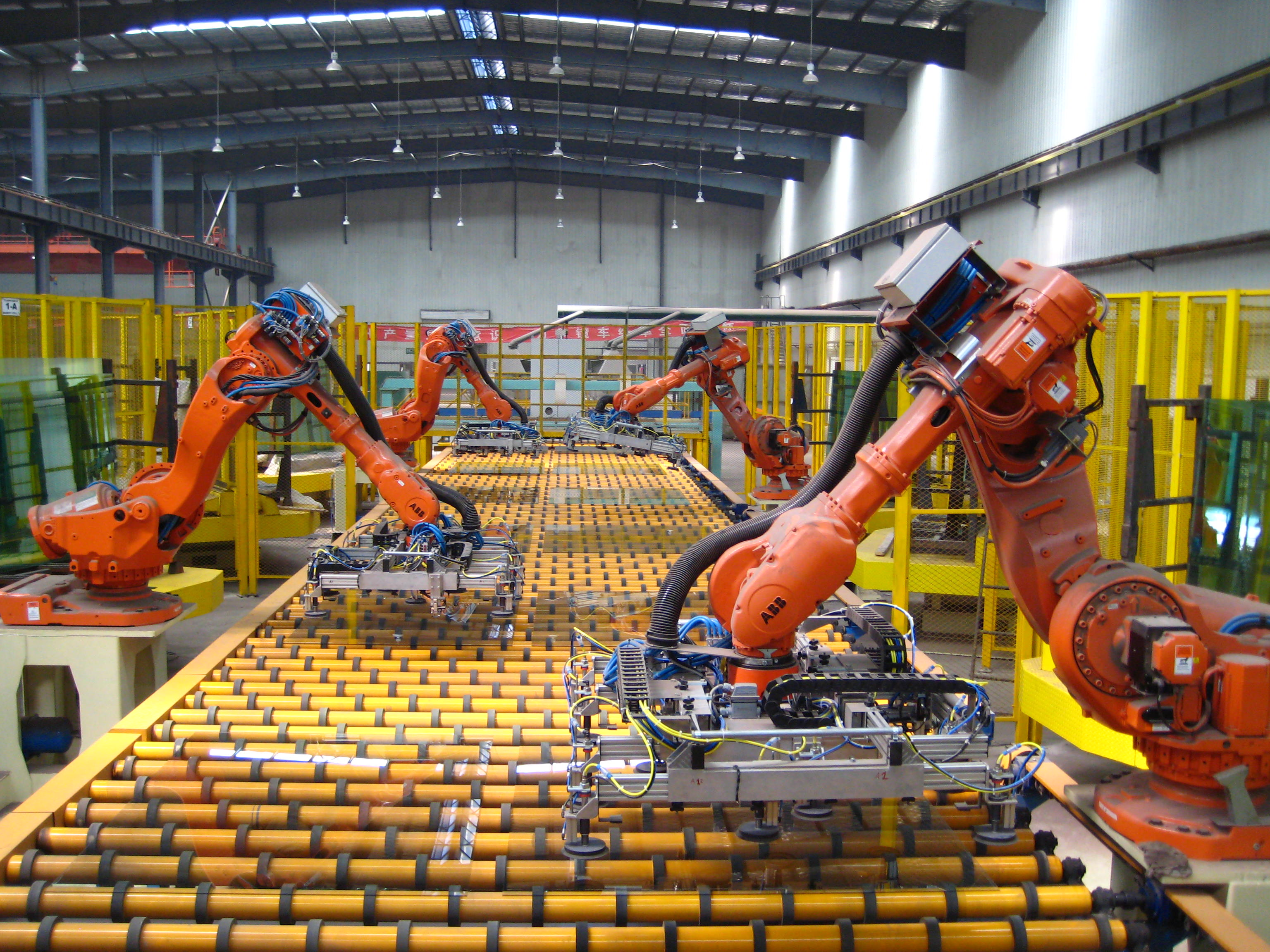
Robot industrial
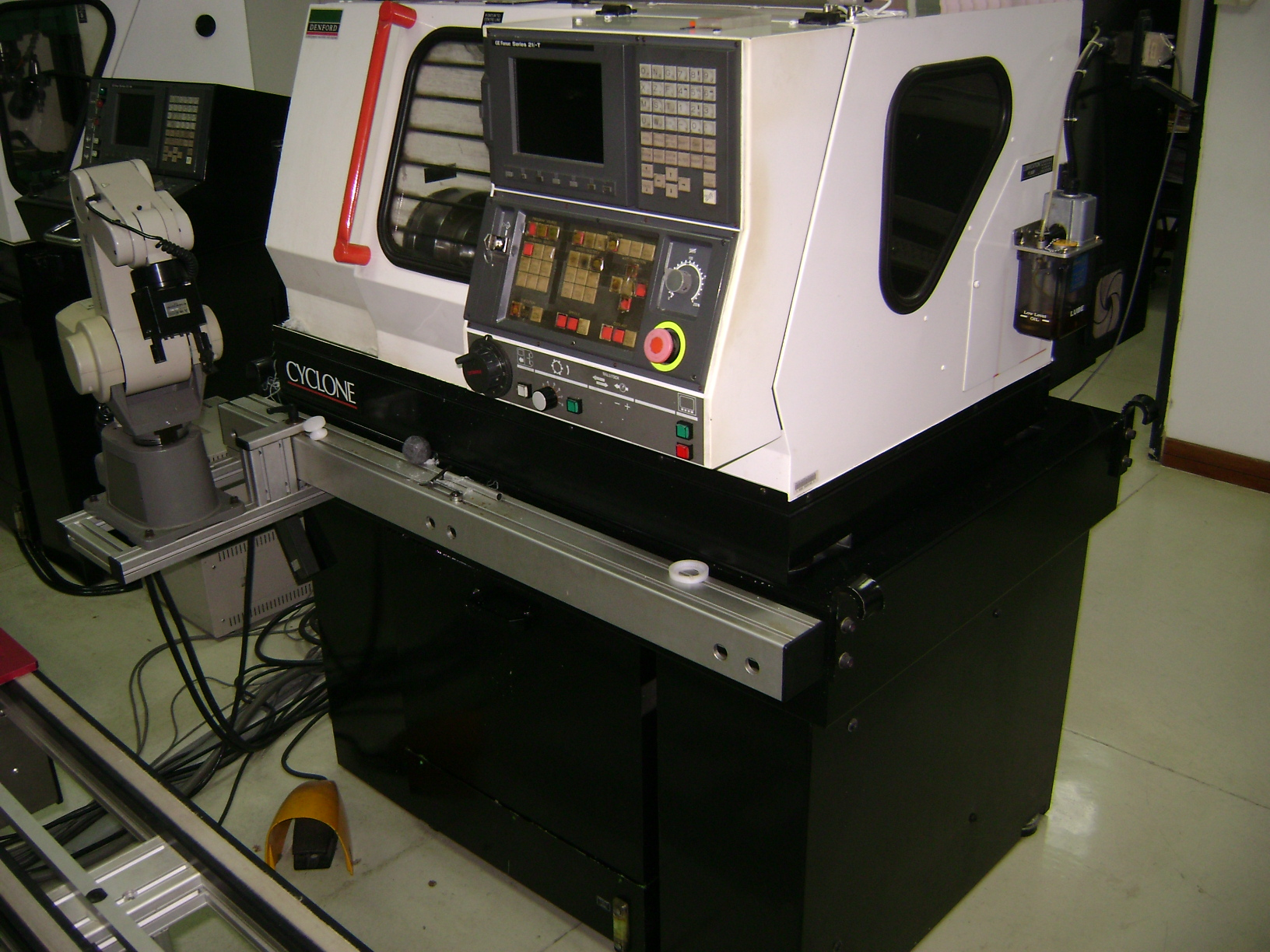
Máquina de cosedora